# Mitologia chineză

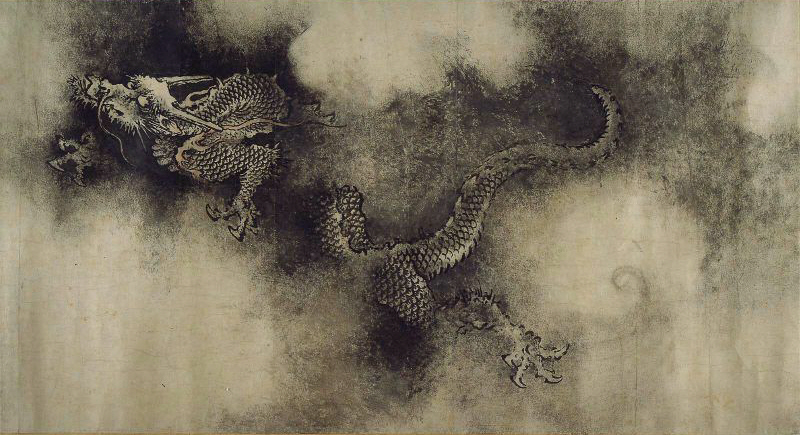
Un dragon din cei Nouă Dragoni (九龙 图 / 九龙 图), pictat de artistul Chen Rong din timpul dinastiei chineze Song

Mitologia chineză este o colecție de istorie culturală, povești și religii care au fost păstrare prin tradiție orală sau în scris. Mitologia chineză conține mituri ale creației și legende și mituri cu privire la înființarea culturii chineze și la formarea statului chinez. 
Istoricii presupun că mitologia chineză începe din secolul al XII-lea î.Hr.. Miturile și legendele s-au păstart în formă orală peste o mie de ani, înainte de a fi scrise în cărți, cum ar fi Shan Hai Jing. Alte mituri au continuat să fie păstrate prin tradiții orale ca piese de teatru și cântece înainte de a fi scrise ca romane cum ar fi Hei'an Zhuan - Epopeea Întunericului. Această colecție de legende epice este păstrată de către o comunitate de naționalitate chineză Han, locuitorii din zona muntoasă Shennongjia în Hubei și conține relatări de la nașterea lui Pangu până la epoca istorică.
Documente istorice imperiale și canoane filozofice, cum ar fi Shangshu, Shiji, Liji, Lüshi Chunqiu și altele, toate conțin mituri chineze.

## Listă de zei chinezi
- Chang'e
- Chi You
- Regii dragoni
- Opt Nemuritori
- Erlang Shen
- Patru Regi Sfinți
- Fei Lian
- Fu Hsi
- Zeu al Nordului
- Gong Gong
- Marele Yu
- Guanyin
- Guan Di
- Guan Gong
- Guan Yu
- Hotei
- Huang Di
- Împăratul de Jad
- Kua Fu
- Kuan Yin
- Lei Gong
- Long Mu
- Cei Trei Puri
- Matsu
- Meng Po
- Nezha
- Niu-tou și Ma mien
- Nüwa
- Pan ku
- Qi Yu
- Shang Ti
- Shennong
- Shing Wong
- Sun Wukong
- Wong Tai Sin
- Xi Wangmu
- Yan Luo
- Yuk Wong
- Yi the Archer
- Zao Jun